# G.I. Joe: The Movie
G.I. Joe: The Movie è un film d'animazione  del 1987, spin-off e quasi seguito della serie animata G.I. Joe: A Real American Hero, basato sull'originale serie di giocattoli della Hasbro. È stato prodotto dalla Sunbow Productions e Marvel Productions ed è stato animato in Giappone da Toei Animation.
Creato al culmine del successo della serie dei G.I. Joe, G.I. Joe: The Movie è stato messo in produzione prima di Transformers - The Movie. Tuttavia, il film ha incontrato ritardi imprevisti nella lavorazione che hanno permesso a Transformers - The Movie di raggiungere le sale per primo. A causa delle scarse prestazioni al box office di Transformers - The Movie e di Mio mini pony - Il film, G.I. Joe: The Movie è stato distribuito direttamente in home-video, poi messo in onda in televisione in formato lungometraggio e in seguito suddiviso in miniserie di cinque parti.

## Trama
Mentre il Comandante Cobra e Serpentor si accusano a vicenda dei continui fallimenti dell'organizzazione, Pythona, una donna della civiltà segreta Cobra-La, si infiltra nel Terror Drome. Rivelatasi a Serpentor, lo informa che Cobra-La è stata la responsabile che ha ispirato il dottor Mindbender a creare Serpentor. Su sua insistenza Serpentor decide di rubare l'ultima arma dei G.I. Joe, il Broadcast Energy Transmitter (BET).
I Cobra conducono un assalto sull'Himalaya dove si trova il BET. Gli eroici G.I. Joe utilizzano il BET per respingere l'attacco. Con Serpentor catturato, il perfido Comandante Cobra ordina la ritirata e conduce le sue truppe a Cobra-La.
Mentre i G.I. Joe festeggiano la loro vittoria  vengono presentati nuovi membri della squadra, la ninja Jinx, l'ufficiale di polizia Law con il suo cane Order, TunnelRat specializzato in bombe, Chuckles agente sotto copertura, e lo spericolato fratellastro di Duke, il berretto verde Lt. Falcon.
Nel frattempo il Comandante Cobra impara a conoscere la storia del Cobra-La: 40.000 anni fa, il Cobra-La era un'antica civiltà che dominava la Terra. Tuttavia, l'era glaciale e l'evoluzione degli esseri umani e del loro sviluppo nella tecnologia scientifica hanno portato i superstiti del Cobra-La a ritirarsi in caverne all'interno dell'Himalaya. Cobra-La ha ricostruito la sua società nei secoli passati. Golobulus il capo ha giurato di uccidere tutta l'umanità.
Nel frattempo, Zarana con dei trucchi riesce ad infiltrarsi nella cella di detenzione di Serpentor. Duke mette Lt. Falcon di guardia fino a nuovo ordine, ma  Lt. Falcon abbandona il suo posto per flirtare con Jinx, i Dreadnoks e Nemesis Enforcer liberano Serpentor, ferendo Alpine, Bazooka e Gung-Ho. Il Generale Hawk rimprovera Lt. Falcon per aver abbandonato il suo posto e lo rinchiude nei suoi alloggi per poi condurlo sotto corte marziale.
Intanto nel Cobra-La, Golobulus rivela i suoi piani al Comandante Cobra, lanciare i baccelli delle spore dallo spazio utilizzando il BET, infine  punisce il Comandante Cobra per i suoi ripetuti fallimenti esponendolo alle spore che lo trasformano in un  serpente, che lo costringe a fuggire.
Convinto da Duke ad annullare la severa punizione riservata a Falcon, il Generale Hawk riassegna Lt. Falcon al "Slaughter House". Slaughter e i suoi "Renegades ", costituiti da l'ex Viper Mercer, l'ex calciatore Red Dog, e l'ex acrobata Taurus vengono mandati in missione di ricognizione per disarmare Terror Drome. Come Lt. Falcon e gli altri distruggono il Terror Drome, i Cobra lanciano un assalto ai G.I. Joe. Lanciato il contrattacco verso i Cobra, Serpentor tenta di uccidere Lt. Falcon, ma Duke interviene per salvarlo, le ferite lo fanno entrare in coma.
Lt. Falcon, i Renegades e le nuove reclute si dirigono verso l'Himalaya per fermare Cobra-La. La squadra dei G.I. Joe arriva al covo di Cobra-La. Le nuove reclute si dimostrano dei soldati preziosi. Lt. Falcon, Jinx e il sergente Slaughter affrontano Serpentor e Golobulus  con i suoi scagnozzi. La lotta conseguente culmina in Jinx e Slaughter vincitori contro Pythona e Nemesis Enforcer. Infine, il tenente Falcon con l'aiuto inaspettato del Comandante Cobra ormai trasformato in un serpente riesce a fermare Serpentor e lo costringe a riconfigurare il BET e incenerire i baccelli delle spore nello spazio. Subito dopo la battaglia, la squadra d'assalto riceve la notizia che Duke è uscito dal coma e si sta riprendendo.

## Cambiamenti
Il personaggio di Falcon ha subito non pochi cambiamenti; la storia iniziale prevedeva che fosse figlio del generale Hawk (da cui il nome in codice derivante da un uccello rapace); era prevista una forte rivalità con Duke, che Falcon avrebbe dovuto rimpiazzare come leader di G.I. Joe sul campo in una futura serie tv animata; in seguito il rapporto tra i due fu modificato in fratellastri piuttosto che rivali.
Inoltre nel finale Scarlett dichiara che Duke è sopravvissuto, nonostante sembri morto quando viene soccorso da Falcon. In origine doveva solo congratularsi con i membri della squadra ed annunciare la vittoria.
Il motivo va ricercato nel ritardo della lavorazione, che fece slittare l'uscita dal 1986 al 1987 ; il film di G.I. Joe era stato messo in cantiere ben prima di quello sui Transformers, che invece uscì puntualmente nel 1986. Ma proprio le critiche rivolte a quest'altra pellicola furono la causa delle modifiche al film; entrambi incorporavano nuovi personaggi inseriti per pubblicizzare le rispettive action figure nuove; ma la forte critica da parte del pubblico (in particolare i bambini) alla morte e sostituzione di Optimus Prime con il nuovo leader Hot Rod/Rodimus Prime convinse la produzione a correggere la trama per accontentare gli spettatori.

## Pubblicazione in VHS
Il film è arrivato in Italia a cavallo degli anni 80 e 90 editato dalla Titanus - Videogram in videocassetta.

## Pubblicazione in DVD
Nel 2000 la Rhino Entertainment ha pubblicato il film in DVD. Nel luglio 2010 Shout! Factory ha ripubblicato il film in DVD con contenuti speciali.
In Italia il film è stato pubblicato nel 2003 da DVDStorm.

## Seguito
Dal film è stato seguito dalla seconda serie animata di G.I. Joe: A Real American Hero, del 1989.